# Dipartimento di Paraná
Paraná è un dipartimento argentino, situato nella parte occidentale della provincia di Entre Ríos, con capoluogo Paraná, che è anche la capitale provinciale. Esso è stato istituito il 6 dicembre 1821.

## Geografia fisica
Esso confina con la provincia di Santa Fe e con i dipartimenti di La Paz, Villaguay, Nogoyá e Diamante.

## Società

### Evoluzione demografica
Secondo il censimento del 2001, su un territorio di 4.974 km², la popolazione ammontava a 319.614 abitanti, con un aumento demografico del 15,74% rispetto al censimento del 1991.

## Amministrazione
Nel 2001 il dipartimento comprendeva:
- 13 comuni (municipios in spagnolo):
  - Crespo
  - María Grande
  - Paraná
  - San Benito
  - Viale
  - Cerrito
  - Colonia Avellaneda
  - Hasenkamp
  - Hernandarias
  - Oro Verde
  - Seguí
  - Tabossi
  - Villa Urquiza
- 36 centri rurali (centros rurales de población in spagnolo):

- - El Pingo
  - Aldea María Luisa
  - Pueblo Brugo
  - El Palenque
  - Aldea Santa María
  - Sosa
  - Las Garzas (Pueblo Bellocq)
  - Sauce Montrull
  - La Picada
  - Arroyo Corralito
  - Curtiembre
  - Villa Gobernador Etchevehere
  - Sauce Pintos
  - Villa Fontana
  - Tezanos Pintos
  - Colonia Crespo
  - Colonia Celina
  - Aldea San Rafael
  - Santa Luisa
  - Antonio Tomás
  - Paraje Las Tunas
  - Paso de La Arena
  - Paso de Las Piedras
  - Aldea Eigenfeld
  - Espinillo Norte
  - María Grande Segunda
  - Aldea San Antonio (Paraná)
  - Distrito Tala
  - Arroyo Palo Seco
  - Quebracho
  - Colonia Reffino
  - Colonia Cerrito
  - Aldea Santa Rosa
  - Arroyo Maturrango
  - Colonia Merou
  - Arroyo Burgos